# 스칼라 (프로그래밍 언어)
스칼라(영어: Scala)는 객체 지향 프로그래밍 언어와 함수형 프로그래밍의 요소가 결합된 다중패러다임 프로그래밍 언어이다. 스칼라라는 이름은 "Scalable Language (확장 가능한 언어)"에서 유래되었다.
Java와 다르게, 스칼라는 커링, 불변성, 느긋한 계산법, 패턴 매칭 등 여러 함수형 프로그래밍 언어의 기능을 가지고 있다. 스칼라의 자료형 체계는 대수적 자료형, 공변성, 고차 자료형, 익명 자료형을 지원해 Java에서는 이룰 수 없는 높은 수준의 추상화를 달성할 수 있다.
스칼라는 2004년 마틴 오더스키가 처음 개발하여 배포했다. 간결한 소스 코드를 사용하여 Java에서 구현할 수 있는 대부분의 기능을 구현할 수 있다. Scala는 자바 바이트코드를 사용하기 때문에 자바 가상 머신(JVM)에서 실행할 수 있고, Java 언어와 호환되어 대부분의 자바 API를 그대로 사용할 수 있다.

## 자바와의 연관성

### 공통점
대부분의 스칼라 관련 문서들에서 스칼라와 자바의 연관성을 '너무 바빠서 다른 언어를 따로 배울 시간이 없는 자바 프로그래머를 위한'이라는 표현을 사용하여 나타낼 정도로 비슷한 부분이 많이 나타난다.

#### 패키지
import 키워드를 통해 사용할 패키지의 선언을 한다. 이 때 _(밑줄, underscore)을 사용함을 통해 패키지나 객체의 멤버에 대해 접근성을 향상시킬 수 있다.
```
import
 
java
.
util
.
Scanner

import
 
scala
.
collection
.
mutable
.
_

```

#### 자바 API의 사용
스칼라에서는 자바 API도 사용할 수 있다. 다음은 java.util.Scanner를 통해 문자열 입력을 받아 출력하는 예제이다.
```
import
 
java
.
util
.
_

object
 
Example1
 
{

  
val
 
s
 
=
 
new
 
Scanner
(
System
.
in
)

  
def
 
main
(
args
:
 
Array
[
String
]):
 
Unit
 
=
 
{

    
println
(
"Your input: "
 
+
 
s
.
nextLine
)

  
}

}

```

#### 실행 환경
스칼라 고유의 라이브러리 파일을 추가로 가지고 있으면 기존의 자바 가상 머신에서 그대로 실행할 수 있다. 다음은 리눅스에서 자바 실행기(CUI환경)를 통해 스칼라로 컴파일한 프로그램을 실행하는 예이다.(bin에 클래스 파일들이, lib에 스칼라 라이브러리 파일들이 있다고 가정한다.)
```
java
 
-cp
 
.:./bin:./lib/*
 
Example1

```

### 차이점

#### 타입 추론
컴파일러에 의해 타입 추론이 가능한 경우, 변수의 타입, 함수의 리턴 타입 등을 생략할 수 있다.
예: val x = "foo" , var x = 1.5

#### 자료형
자바에서의 자료형은 기본 자료형(int, short, long, float, double, byte, char, boolean)과 참조 자료형(기본 자료형의 조합으로 생성한 클래스)으로 나뉜다. 이는 성능에는 도움이 될 지 몰라도 기본 자료형과 참조 자료형 간의 변환 문제로 언어의 표현이 복잡해지는 경향이 있다. 이에 반해 스칼라에서는 스몰토크나 루비와 같이 모든 자료형을 객체로 취급하고 있다. 그 예로 3 + 4 와 같은 수식은 정수 3의 메소드 +를 4라는 정수 인자값으로 호출한다고 표현하여 (3).+(4) 와 같이 표현할 수 있다. 스칼라의 모든 객체는 scala 패키지의 Any를 최상위 클래스로 값(AnyVal)과 레퍼런스(AnyRef)를 모두 아우르고 있다.

#### 싱글턴 객체
자바에서는 생성자를 private를 통해 선언함과 메소드를 static으로 선언함을 통해 싱글턴 객체를 생성한다. 이렇게 생성된 객체는 생성자가 private으로 선언되어있기 때문에 새로 객체를 생성할 수 없고 static 메소드를 통해 어디서나 접근하는 것이 가능하다. 하지만 static은 객체지향이 지향하는 바에 부합하지도 않을 뿐 더러 객체를 프로그램 실행 초기에 미리 생성해두어야 하기 때문에 자원의 낭비 가능성이 존재하게 된다. 이를 스칼라에서는 object라는 키워드를 통해 선언한다. 내부동작에는 크게 차이가 없으나 코드 표현에 있어서 간결성을 보인다.

#### 다중 상속
자바와 다르게, 스칼라는 트레잇(Trait)을 이용해 다중상속을 구현할 수 있다. 스칼라의 트레잇은 자바의 인터페이스와 비슷하지만, 구체적인 구현을 담을 수 있다는 점에서 큰 차이점을 가진다. with 키워드를 이용해 트레잇을 여러개 상속한다면 트레잇은 상속한 순서에 따라 믹스인되어 상속의 모호성 문제("다이아몬드 문제")를 피할 수 있다.

## 스칼라 API
- 각 버전별 Scala API 문서
  - scaladoc

  - scaladoc nightly

## 예제

### Hello, world 프로그램
```
object
 
HelloWorld
 
{

  
def
 
main
(
args
:
 
Array
[
String
]):
 
Unit
 
=
 
{

    
println
(
"Hello, world!"
)

  
}

}

```

### Hello, world 프로그램 2
```
object
 
HelloWorld
 
extends
 
App
 
{

  
println
 
"Hello, world!"

}

```

### 퀵 정렬 프로그램
명령형 프로그래밍 방식으로 구현한 경우 ▼
```
def
 
qsort
(
arr
:
 
Array
[
Int
]):
 
Array
[
Int
]
 
=
 
{

  
def
 
swap
(
i
:
 
Int
,
 
j
:
 
Int
):
 
Unit
 
=
 
{

    
val
 
tmp
 
=
 
arr
(
i
)

    
arr
(
i
)
 
=
 
arr
(
j
)

    
arr
(
j
)
 
=
 
tmp

  
}

  
def
 
partition
(
left
:
 
Int
,
 
right
:
 
Int
):
 
Unit
 
=

    
if
 
(
right
 
<=
 
left
 
)
 
()

    
else
 
{

      
val
 
pivot
 
=
 
arr
((
left
 
+
 
right
)
 
/
 
2
)

      
var
 
i
 
=
 
left

      
var
 
j
 
=
 
right

      
while
 
(
i
 
<=
 
j
)
 
{

        
while
 
(
arr
(
i
)
 
<
 
pivot
)
 
i
 
+=
 
1

        
while
 
(
arr
(
j
)
 
>
 
pivot
)
 
j
 
-=
 
1

        
if
 
(
i
 
<=
 
j
)
 
{

          
swap
(
i
,
 
j
)

          
i
 
+=
 
1

          
j
 
-=
 
1

        
}

      
}

    
if
 
(
left
 
<
 
j
)
 
partition
(
left
,
 
j
)

    
if
 
(
j
 
<
 
right
)
 
partition
(
i
,
 
right
)

  
}

  
partition
(
0
,
 
arr
.
length
 
-
 
1
)

  
arr

}

```

if-else문을 사용한 경우 ▼
```
def
 
qsort
(
seq
:
 
Seq
[
Int
]):
 
Seq
[
Int
]
 
=

  
if
 
(
seq
.
isEmpty
)
 
seq

  
else
 
{

    
val
 
(
pivot
,
 
rest
)
 
=
 
(
seq
.
head
,
 
seq
.
tail
)

    
val
 
(
lt
,
 
ge
)
 
=
 
rest
 
partition
 
{
 
_
 
<
 
pivot
 
}

    
qsort
(
lt
)
 
++
 
(
pivot
 
+:
 
qsort
(
ge
))

  
}

```

패턴 매칭을 활용한 경우 ▼
```
def
 
qsort
(
seq
:
 
Seq
[
Int
]):
 
Seq
[
Int
]
 
=
 
seq
 
match
 
{

  
case
 
pivot
 
+:
 
rest
 
=>

    
val
 
(
lt
,
 
ge
)
 
=
 
rest
 
partition
 
{
 
_
 
<
 
pivot
 
}

    
qsort
(
lt
)
 
++
 
(
pivot
 
+:
 
qsort
(
ge
))

  
case
 
_
             
=>

    
seq

}

```

제네릭을 활용한 경우 ▼
```
def
 
qsort
[
T
](
seq
:
 
Seq
[
T
],
 
lessThan
:
 
(
T
,
 
T
)
 
=>
 
Boolean
):
 
Seq
[
T
]
 
=
 
seq
 
match
 
{

  
case
 
pivot
 
+:
 
rest
 
=>

    
val
 
(
lt
,
 
ge
)
 
=
 
rest
 
partition
 
{
 
lessThan
(
_
,
 
pivot
)
 
}

    
qsort
(
lt
,
 
lessThan
)
 
++
 
(
pivot
 
+:
 
qsort
(
ge
,
 
lessThan
))

  
case
 
_
             
=>

    
seq

}

```

뷰 바운드(View Bounds)을 활용한 경우 ▼
```
def
 
qsort
[
T
 
<%
 
Ordered
[
T
]](
seq
:
 
Seq
[
T
]):
 
Seq
[
T
]
 
=
 
seq
 
match
 
{

  
case
 
pivot
 
+:
 
rest
 
=>

    
val
 
(
lt
,
 
ge
)
 
=
 
rest
 
partition
 
{
 
_
 
<
 
pivot
 
}

    
qsort
(
lt
)
 
++
 
(
pivot
 
+:
 
qsort
(
ge
))

  
case
 
_
             
=>

    
seq

}

```

컨텍스트 바운드(Context Bounds)을 활용한 경우 ▼
```
def
 
qsort
[
T
:
 
Ordering
](
seq
:
 
Seq
[
T
]):
 
Seq
[
T
]
 
=
 
seq
 
match
 
{

  
case
 
pivot
 
+:
 
rest
 
=>

    
val
 
(
lt
,
 
ge
)
 
=

      
rest
 
partition
 
{
 
implicitly
[
Ordering
[
T
]].
lt
(
_
,
 
pivot
)
 
}

    
qsort
(
lt
)
 
++
 
(
pivot
 
+:
 
qsort
(
ge
))

  
case
 
_
             
=>

    
seq

}

```

## 같이 보기
- 아파치 스파크
- Neo4j
- 플레이 프레임워크
- Akka